# クライスラーの車種一覧
クライスラーの車種一覧（くらいすらーのしゃしゅいちらん）では、クライスラーが販売している車種、過去に公開したコンセプトカー、過去に販売していた車種などについて記述する。同社の所持するブランドであるプリムスで発売された車種についてはプリムスの車種一覧を参照。

## 現行車種
| 車種                                        | 初登場年 | 現行登場年 | 備考 |
| ------------------------------------------- | -------- | ---------- | ---- |
|                                             |          |            |      |
| クライスラー・200                           | 2011年   | 2011年     |      |
| クライスラー・300                           | 2004年   | 2011年     |      |
| クライスラー・デルタ                        | 2011年   | 2011年     |      |
| クライスラー・ボイジャー/グランドボイジャー | 1988年   | 2011年     |      |

## 過去の生産車種
| 車種                               | 初登場年 | 終了年 | 備考 |
| ---------------------------------- | -------- | ------ | ---- |
| クライスラー・300 (レターシリーズ) | 1955年   | 1965年 |      |
| クライスラー・300M                 | 1999年   | 2004年 |      |
| クライスラー・アスペン             | 2007年   | 2009年 |      |
| クライスラー・エアフロー           | 1934年   | 1937年 |      |
| クライスラー・エアストリーム       | 1935年   | 1937年 |      |
| クライスラー・コンコード           | 1973年   | 2004年 |      |
| クライスラー・コルドバ             | 1970年   | 1983年 |      |
| クライスラー・クロスファイア       | 2003年   | 2008年 |      |
| クライスラー・フィフスアベニュー   | 1979年   | 1993年 |      |
| クライスラー・インペリアル         | 1955年   | 1993年 |      |
| クライスラー・レバロン             | 1977年   | 1994年 |      |
| クライスラー・LHS                  | 1994年   | 2001年 |      |
| クライスラー・ネオン               | 1994年   | 2004年 |      |
| クライスラー・ニューヨーカー       | 1938年   | 1996年 |      |
| クライスラー・プロウラー           | 1997年   | 2002年 |      |
| クライスラー・PTクルーザー         | 1999年   | 2010年 |      |
| クライスラー・セブリング           | 1995年   | 2010年 |      |
| クライスラー・TC バイ・マセラティ  | 1989年   | 1991年 |      |

| 車種                            | 初登場年 | 終了年 | 備考 |
| ------------------------------- | -------- | ------ | ---- |
| クライスラー・160/180/2リッター | 1978年   | 1982年 |      |
| クライスラー・ホライズン        | 1978年   | 1986年 |      |
| クライスラー・サンビーム        | 1977年   | 1981年 |      |

## コンセプトカー
- エアフロー トリフォン（英語版） (1932年)
- サンダーボルト (1941年)
- K310（フランス語版） (1951年)
- C-200（英語版） (1952年)
- デレガンス（フランス語版） (1952年)
- ラ コンテッセ (1954年)
- ファルコン（英語版） (1955年)
- ノースマン（英語版） (1956年)
- ディアブロ (1957年)
- シミター (1959年)
- ターボフライト (1961年)
- ターバイン (1963年)
- 300X (1966年)
- 70X (1969年)
- シェイク (1970年)
- コルドバ (1976年)
- ETV-1（英語版） (1979年)
- ステルス (1982年)
- ポルトフィーノ (1987年)
- レバロン (1989年)
- ミレニウム (1989年)
- 300 (1991年)
- シーラス（英語版） (1992年)
- 300 (1993年)
- サンダーボルト (1993年)
- アヴィアット (1994年)
- アトランティック（英語版） (1995年)
- LHX (1996年)
- フェートン（英語版） (1997年)
- プロントクルーザー（フランス語版） (1998年)
- クロノス（英語版） (1998年)
- シタデル（英語版） (1999年)
- ジャバ（英語版） (1999年)
- GTクルーザー (2000年)
- 300 Hemi C (2000年)
- クロスファイア (2001年)
- カリフォルニアクルーザー（英語版） (2002年)
- パシフィカ (2002年)
- エアフリート（英語版） (2003年)
- 300C (2003年)
- ME4-12（英語版） (2004年)
- ファイアーパワー（英語版） (2005年)
- あきの（英語版） (2005年)
- インペリアル (2006年)
- ナッソー（英語版） (2007年)
- ecoボイジャー（英語版） (2008年)
- 200C EV（英語版） (2009年)
- 300C (2011年)
- 700C (2012年)
- 300S タービンエディション (2013年)
- 300 スーパーS (2015年)
- ポータル (2017年)
- エアフロー（英語版） (2022年)
- エアフロー グラファイト（英語版） (2022年)
- ハルシオン（英語版） (2024年)